# Острів раптора
Острів раптора (Raptor Island) — оригінальний науково-фантастичний фільм Syfy 2004 року.

## Про фільм
Переслідуючи терористичне угруповання, група спеціального призначення висаджується на острів у Південно-Китайському морі.
Там їм доведеться зустрітися з ще більшою небезпекою — на острові живуть хижі динозаври, які мутували внаслідок радіоактивного опромінення.
Спецпризначенцям доводиться виборювати своє життя у ворожій обстановці.

## Знімались
| Актор            | Роль    |
| ---------------- | ------- |
| Лоренцо Ламас    | Геккет  |
| Стівен Бауер     | Азір    |
| Майкл Корі Девіс | Маркус  |
| Пітер Джейсон    | Капітан |
| Христо Шопов     | Квінн   |
| Атанас Сребрев   | Симон   |
| Юліан Вергов     | Рашид   |